# Adriaan Botha
Adriaan Botha (* 8. März 1977) ist ein ehemaliger südafrikanischer Sprinter, der sich auf den 400-Meter-Lauf spezialisiert hatte.
Der mit Abstand größte Erfolg seiner Karriere war der Gewinn der Bronzemedaille in der 4-mal-400-Meter-Staffel bei den Leichtathletik-Weltmeisterschaften 1999 in Sevilla. Die südafrikanische Mannschaft hatte in der Aufstellung Jopie van Oudtshoorn, Hendrick Mokganyetsi, Adriaan Botha und Arnaud Malherbe das Ziel in Landesrekordzeit von 3:00,20 min zwar nur als Vierte erreicht. Die ursprünglich siegreiche US-amerikanische Staffel wurde jedoch nachträglich wegen eines Dopingvergehens ihres Läufers Antonio Pettigrew disqualifiziert, so dass das südafrikanische Quartett in der Wertung um einen Rang aufrückte.
Botha startete in Sevilla auch im 400-Meter-Lauf. Dort schied er aber – wie auch zwei Jahre später bei den Leichtathletik-Weltmeisterschaften 2001 in Edmonton – bereits in der Vorrunde aus.

## Bestleistungen
- 400 m: 45,14 s, 16. März 2001, Roodepoort